# Lluka e Poshtme
Lluka e Poshtme är en ort i Kosovo. Den ligger i den västra delen av landet, 70 km väster om huvudstaden Priština. Lluka e Poshtme ligger 546 meter över havet och antalet invånare är 700.
Terrängen runt Lluka e Poshtme är varierad. Runt Lluka e Poshtme är det ganska tätbefolkat, med 222 invånare per kvadratkilometer. Närmaste större samhälle är Gjakova, 20,0 km söder om Lluka e Poshtme. Omgivningarna runt Lluka e Poshtme är en mosaik av jordbruksmark och naturlig växtlighet.